# Clematis qingchengshanica
Clematis qingchengshanica är en ranunkelväxtart som beskrevs av Wen Tsai Wang. Clematis qingchengshanica ingår i släktet klematisar, och familjen ranunkelväxter. Inga underarter finns listade i Catalogue of Life.